# Université de Winchester
Pour les articles homonymes, voir Winchester.
L’Université de Winchester est une université publique anglaise située à Winchester. Fondée en 1840 comme Winchester Diocesan Training School, elle accède au statut d’université en 2005.

## Composantes
L’université est composée de quatre facultés :
- Faculté des arts
- Faculté d’éducation et de la santé
- Faculté de sciences humaines et sociales
- Faculté de commerce, droit et sport